# Alpha Herculis
Désignations
α Her A : α1 Her, HD 156014, HR 6406, SAO 102680

Alpha Herculis (en abrégé α Her) est une étoile multiple de la constellation boréale d'Hercule. Elle porte également le nom traditionnel de Ras Algethi, ce qui signifie en arabe « tête de celui qui s’agenouille ». En astronomie chinoise, elle porte le nom de Dizuo, représentant un empereur dont le palais, Tianshi, est représenté par un vaste complexe s'étendant de la constellation de l'Ophiuchus au sud à celle d'Hercule au nord. Le système est situé à environ ∼ 360 a.l. (∼ 110 pc) de la Terre.

## Description
α Herculis est une étoile triple, aussi connue comme PMSC 17101+1430 d'après le catalogue d'étoiles multiples physiques (Physical multiple stars catalogue, PMSC) d'Andrei A. Tokovinin.
Sa composante la plus brillante est l'étoile α Herculis A ou α1 Herculis qui est une géante lumineuse (classe de luminosité II) voire une supergéante (classe de luminosité Ib) rouge (type spectral M5). C'est une étoile variable semi-régulière de sous-type SRb dont la magnitude apparente peut varier entre 2,73 et 3,60.
Son autre composante est la binaire spectroscopique α Herculis B ou α2 Herculis dont la composante principale est l'étoile α Herculis Ba, une géante (classe de luminosité III) jaune (type spectral G8), et dont la composante secondaire est l'étoile α Herculis Bb, une naine (classe de luminosité V) voire une sous-géante (classe de luminosité IV) blanche (type spectral A9). Sa magnitude apparente est de 5,32.
En outre, il existe deux autres composantes optiques recensées dans les catalogues d'étoiles doubles et multiples, désignées α Herculis C et D.